# Apocephalus quadratus
Apocephalus quadratus är en tvåvingeart som beskrevs av Brown 1997. Apocephalus quadratus ingår i släktet Apocephalus och familjen puckelflugor. Inga underarter finns listade i Catalogue of Life.